# Petro Werhun
Petro Iwanowycz Werhun (ukr. Петро Іванович Вергун, ur. 18 listopada 1890 w Gródku, zm. 7 lutego 1957 w Angarsku) – prałat Ukraińskiej Cerkwi Greckokatolickiej, błogosławiony.
Uzyskał doktorat z filozofii w Pradze. 30 października 1927 w katedrze św. Jura został wyświęcony przez metropolitę Andrzeja Szeptyckiego. Po wyświęceniu został skierowany do Berlina jako duszpasterz greckokatolickiej emigracji ukraińskiej. Następnie w 1940 został apostolskim wizytatorem w Niemczech.
22 czerwca 1945 został aresztowany przez wydział operacyjny NKWD ZSRR w Berlinie, wywieziony do Kijowa. Sądzony wraz z biskupami Josyfem Slipym, Mykołą Czarneckim i Nikitą Budką przez sąd ukraińskiego okręgu wojsk MWD ZSRR. Skazany na siedem lat łagru, konfiskatę mienia i utratę praw publicznych na 3 lata. Zmarł na zesłaniu, na którym przebywał po zakończeniu wyroku.
Beatyfikowany przez papieża Jana Pawła II 27 czerwca 2001 na hipodromie we Lwowie podczas Liturgii, połączonej z beatyfikacjami 27 nowomęczenników greckokatolickich, odprawionej w obrządku bizantyjsko-ukraińskim, podczas pielgrzymki Jana Pawła II na Ukrainę.